# Чхаінса – Неемрана/Хіссар
Чхаінса – Неемрана/Хіссар – газопровідна система на півночі Індії у штатах Харіяна та Раджастхан.
У середині 2000-х років індійська газотранспортна компанія GAIL розпочала реалізацію проекту Chhainsa-Jhajjar-Hissar Pipeline Network (CJPL), що мав забезпечити блакитним паливом численні індустріальні парки на південь та захід від Делі. Джерелом ресурсу став газотранспортний коридор Віджайпур – Дадрі.
У 2011-му ввели в дію дві ділянки системи:
- Чхаінса – Султанпур довжиною 71 км та діаметром 900 мм;
- від Султанпуру до Неемрана у штаті Раджастхан завдовжки 85 км з діаметром 450мм.
При цьому спорудження іншої важливої складової проекту – газопроводу Султанпур – Хісар –  відклали на кілька років, а обсяги прокачки по системі були суттєво менші від запланованих, так, в 2017/2018 бюджетному році вони в середньому становили 1 млн м3 на добу, або 20% від ліцензованої потужності.
Нарешті, у 2023-му ввели в дію ділянку Султанпур – Хісар, яка має довжину 131 км та виконана в діаметрі 300 мм (можливо відзначити, що за первісним проектом вона повинна була мати суттєво більший діаметр – 500 мм).
Перекачування газу забезпечує належна до газотранспортного коридору Віджайпур – Дадрі компресорна станці у Чхаінса, яка стала до ладу в 2013 році.